# Litsea citronella
Litsea citronella är en lagerväxtart som beskrevs av André Joseph Guillaume Henri Kostermans. Litsea citronella ingår i släktet Litsea och familjen lagerväxter. Inga underarter finns listade i Catalogue of Life.